# Distretto di Žilina
Il distretto di Žilina (in slovacco: Okres Žilina) è un distretto della regione di Žilina, nella Slovacchia centrale.
Fino al 1918, il distretto faceva parte della contea ungherese di Trenčín. Il cuore del distretto è situato nella valle del fiume Váh. A causa della sua urbanizzazione, il distretto di Žilina è una delle regioni più sviluppate della nazione.

## Geografia antropica
Il distretto è composto da 3 città e 50 comuni:

### Città
- Rajec
- Rajecké Teplice
- Žilina

### Comuni
- Belá
- Bitarová
- Brezany
- Čičmany
- Divina
- Divinka
- Dlhé Pole
- Dolná Tižina
- Dolný Hričov
- Ďurčiná
- Fačkov
- Gbeľany
- Horný Hričov
- Hôrky
- Hričovské Podhradie
- Jasenové
- Kamenná Poruba

- Kľače
- Konská
- Kotrčiná Lúčka
- Krasňany
- Kunerad
- Lietava
- Lietavská Lúčka
- Lietavská Svinná-Babkov
- Lutiše
- Lysica
- Malá Čierna
- Mojš
- Nededza
- Nezbudská Lúčka
- Ovčiarsko
- Paština Závada
- Podhorie

- Porúbka
- Rajecká Lesná
- Rosina
- Stránske
- Stráňavy
- Stráža
- Strečno
- Svederník
- Šuja
- Teplička nad Váhom
- Terchová
- Turie
- Varín
- Veľká Čierna
- Višňové
- Zbyňov